# Петнаеста египатска династија
Петнаеста египатска династија је династија древног Египта, позната као владавина Хикса из Авариса. Петнаеста династија, заједно са Шеснаестом и Седамнаестом династијом, припада Другом прелазном периоду. Период владавине је између 1650. и 1550. године п. н. е..

## Фараони Петнаесте династије
Познати фараони ове династије су:
- Салитис
- Сакир-Хар
- Хајан
- Апепи I
- Апепи II
- Хамуди